# ЕР10
Електропоїзд ЕР10 — електропоїзд ризький, 10-й тип; заводське позначення — 62-71) — серія дослідних електропоїздів постійного струму, з електричним гальмуванням і збільшеною довжиною кузова. 

## Історія
В 1960 році Ризький вагонобудівний завод (який будував моторні вагони), Тверський вагонобудівний завод (причіпні вагони) і Ризький електромашинобудівний (електроустаткування) заводи випустили два нових чотирьохвагонних електропоїзди, що отримали позначення ЕР10. Два таких електропоїзди могли об'єднуватися в 1 восьмивагонний електропоїзд.
Кузов нового електропоїзда мав значні конструктивні зміни в порівнянні з електропоїздами серії ЕР1 та ЕР6. Довжина кузова - 24,5 м. В середині вагона знаходився третій тамбур (аналогічно електропоїзду ЕПЛ9Т). Електрообладнання моторних вагонів не сильно відрізнялося від обладнання електропоїздів ЕР6. Візки та привід не зазнали жодних змін. Моторні вагони оснащувалися тяговими електродвигунами (ТЕД) ДК-106А-2, що мали в порівнянні з ДК-106А збільшений перетин проводів (для запобігання перегріву) і ряд інших незначних доопрацювань. Гальмівне обладнання також в цілому було взято від ЕР6. У порівнянні з електропоїздом ЕР6 збільшилося число ступенів ослаблення збудження - їх стало шість замість чотирьох. Було внесено низку інших змін у конструкцію секцій.
Загальна маса чотирьохвагонного поїзда становила 207,8 т. Число місць для сидіння в поїзді - 486.
Оскільки потужність ТЕД в порівнянні з електропоїздом ЕР6 залишилася незмінною, а маса вагонів зросла, то питома потужність дещо зменшилася. Однак через усунення нагріву полюсів ТЕД реле прискорення мали уставку 330 А проти старих 285 А, що давало можливість зберегти швидкість руху електросекцій ЕР10 практично незмінною в порівнянні з ЕР6.

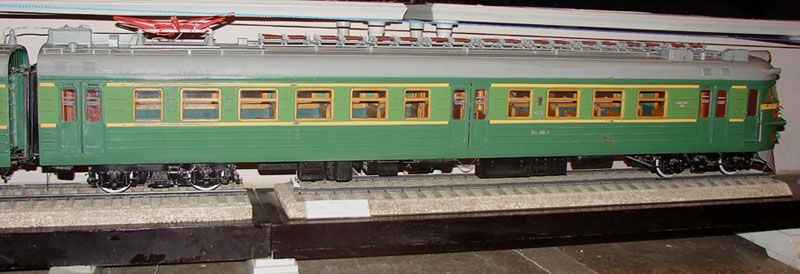
Модель ЕР10

Всього в 1960—1961 рр. було побудовано шість  чотирьохвагонних електропоїздів, які були об'єднані в три восьмивагонні електропоїзди. Поїзди надійшли в депо Перерва та експлуатувалися на Курському і зрідка інших напрямках Московського залізничного вузла. В 1974 вони були виключені з інвентарного парку МШС через відсутність запасних частин.
До нашого часу збереглися лише окремі вагони поїздів. У хорошому стані зберігся 6-й моторний головний вагон поїзда ЕР10-002, тривалий час стояв як склад у депо Москва-Курська (ТЧ-1) Московської залізниці, і який нині знаходиться в центральному музеї Жовтневої залізниці в Санкт-Петербурзі на території колишнього Варшавського вокзалу. При цьому, автентичність обробки вагона не доведена, до Петербурга він прибув у вигляді сараю на власних осях, а салон збирався силами добровольців з салону однієї з списаних на той момент ЕР1, те ж саме стосується кабіни. Ще один головний вагон одного з потягів перебував у депо Ожерельє, у вересні 2011 порізаний. Кілька вагонів ЕР10 знаходяться в депо Вузлова.